# Яшин, Яков Иванович
Яков Иванович Яшин (30.07.1936-11.07.2023) — советский и российский химик, специалист в области хроматографии, лауреат Государственной премии СССР и Государственной премии РСФСР.

## Биография
Родился 30.07.1936 г. в селе Шадрино Вадского района. Окончил Горьковский государственный университет имени Н. И. Лобачевского (1958) по специальности «физическая химия» (диплом по спектральному анализу).
С февраля по май 1959 г. работал в Институте химии при ГГУ в лаборатории хроматографии. 1 июня 1959 года принят в только что организованный Дзержинский филиал Московского ОКБА (ДОКБА), где планировалось развернуть работы по хроматографии.
С мая 1962 г. начальник отдела, с 1970 г. зав. отделом № 6, с 1998 по 2000 г. — зам. директора по науке и маркетингу.
В июле 2000 года переведен в Москву в НПО «Химавтоматика» на должность директора научно-технического центра «Хроматография». С 2013 г. руководитель отдела исследований и разработок компании «Интерлаб». Затем научный консультант там же.
В 1965 г защитил кандидатскую, в 1975 г — докторскую диссертацию:
Доктор химических наук, профессор (1981).
Сыновья:
- Александр Яковлевич Яшин, к.х.н., старший научный сотрудник ООО «Институт аналитической токсикологии», Москва;
- Евгений Яковлевич Яшин.

## Научная деятельность
Область научных интересов: теория и практика газовой, жидкостной и ионной хроматографии; хроматографическое приборостроение.
Под его руководством и при непосредственном участии с 1959 по 2000 г. разработаны разные детектирующие системы и десятки моделей лабораторных жидкостных, ионных и газовых хроматографов, произведено и внедрено более 25 тысяч хроматографов в разные отрасли промышленности, науки и техники.
Разработал физико-химические основы газоадсорбционной, газовой адсорбционно-адсорбционной и адсорбционной жидкостной хроматографии.

### Научные труды
Автор (соавтор) более 300 научных работ, в том числе 20 книг и сборников и 42 изобретений и патентов. Две книги переведены и изданы в США, Германии, Франции, Польше, Чехии.
Диссертации:
- Исследования в адсорбционной газовой и жидкостной хроматографии : диссертация … доктора химических наук : 02.00.04. — Москва, 1975. — 537 с. : ил.

Сочинения:
- Киселев А. В., Яшин Я. И. Газо-адсорбционная хроматография. М.: Наука, 1967, 256 с.;
- Kiselev A. V., Yashin Ya. I. GasAdsorption chromatography. N. Y., Plenum Press, 1969. 254 p.;
- Яшин Я. И. Физико-химические основы хроматографического разделения. М.: Химия, 1976. 216 с.;
- Киселев А. В., Яшин Я. И. Адсорбционная газовая и жидкостная хроматография. М.: Химия, 1979. 288 с.;
- Kiselev A. V., Yashin Ya. I. Gas- und Flűssigkeits-Adsorptions-chromatographie. Huthig Verlag, Heidelberg, 1985. 391 P.;
- Киселев А. В., Яшин Я. И. Молекулярные основы адсорбционной хроматографии. М.: Химия, 1986. 272 с.;
- Яшин Я. И., Яшин Е. Я., Яшин А. Я. Газовая хроматография. — М., 2009. — 528 с.
- Kisielew A. V., Jaszin J. I. Adsorpcyjna chromatografia Gasova. Warszawa. Panstwowe Wydawnictwo Naukowe. 1969. 280 p.

Соавтор книг:
- Я. И. Яшин, А. Я. Яшин, Б. В. Немзер. Какао и шоколад — пища и лекарства Богов (химический состав какао, антиоксидантная активность, биодоступность антиоксидантов, влияние на здоровье и старение человека). 128 с. М.: Издательство «ТрансЛит» 2015.
- Чай. Химический состав чая и его влияние на здоровье человека / Я. И. Яшин, А. Я. Яшин. — М.: Транс Лит, 2010. — 159 с.

## Награды
Лауреат Государственной премии СССР (1975) — за разработку аналитических газовых хроматографов «Цвет».
Лауреат Государственной премии РСФСР (1991) — за разработку и внедрение ионных хроматографов.
Награждён орденом Дружбы народов.